# 고리형 뉴클레오타이드

고리형 아데노신 일인산의 구조. 고리 부분은 인산기와 리보스 사이의 두 개의 단일 결합으로 구성된다.

고리형 뉴클레오타이드(영어: cyclic nucleotide) 또는 고리형 뉴클레오사이드 일인산(영어: cyclic nucleoside monophosphate, cNMP)은 당과 인산기 사이에 고리 결합 배열을 가지고 있는 뉴클레오사이드 일인산이다. 다른 뉴클레오타이드와 마찬가지로 고리형 뉴클레오타이드는 질소염기, 당, 인산기의 세 부분으로 구성되어 있다. 고리형 아데노신 일인산(cAMP) 및 고리형 구아노신 일인산(cGMP)에서 볼 수 있듯이 고리 부분은 인산기와 당(리보스인 경우가 많음)의 3' 및 5' 하이드록실기 사이에 형성된 2개의 단일 결합으로 구성된다.

## 같이 보기
- 뉴클레오타이드